# Umgrignardierung
Als Umgrignardierung bezeichnet man eine chemische Reaktion, bei der der Alkylrest  R2 in einem Grignard-Reagenz 2 durch einen anderen organischen Rest (hier ein Alkinylrest) ersetzt wird, wobei z. B. eine Alkinylmagnesium-Verbindung 3 und ein Kohlenwasserstoff 4 entstehen: